# Mosina
Mosina é um município da Polônia, na voivodia da Grande Polônia e no condado de Poznań. Estende-se por uma área de 13,78 km², com 13 762 habitantes, segundo os censos de 2016, com uma densidade de 997,6 hab/km².